# Can Lluís Sastre
Can Lluís Sastre és un edifici del municipi d'Hostalric (Selva) que forma part de l'Inventari del Patrimoni Arquitectònic de Catalunya. És un habitatge plurifamiliar, entre mitgeres i situat all nucli urbà.

## Descripció
De planta quadrada, planta baixa i dos pisos. A la planta baixa, la façana és amb fals encoixinat, hi ha entrades a dos locals: una clínica veterinària i una negoci de plats preparats; entre les botigues una porta des de la que s'accedeix als habitatges. Al primer i segon pis la façana és arrebossada i cada pis està dividit per una cornisa, falsament suportada per unes pilastres estriades de forma dòrica i realitzades amb guix. L'estructura es repeteix a la primera i a la segona planta, dues finestres amb motllures de guix i un balcó, però sota les obertures del primer pis hi ha en guix, un gravat amb la data en què es realitzà l'edifici:1883. Finalment, l'edifici queda coronat amb una balaustrada de pedra.